# 후지와라노 고레타다
후지와라노 고레타다/고레마사(일본어: 藤原伊尹)는 헤이안 시대 중기의 공경이다.

## 와카
```
가엾이 여겨 위로해 줄 사람은 아무도 없어 당신 그리며 허무하게 죽을 것만 같은데
あはれともいふべき人は思ほえで身のいたずらになりぬべきかな
```